# Hit-To-Kill
Hit-To-Kill (auch Shoot-To-Kill) bezeichnet ein Verfahren zum Abfangen feindlicher Flugkörper durch einen Direkttreffer. Die Wirkung im Ziel beruht dabei ausschließlich auf der kinetischen Energie aus der Relativgeschwindigkeit der Flugkörper zueinander. Kinetische Waffen erreichen ihre Wirkung durch die hohe Fluggeschwindigkeit, in der Regel Überschall- oder Hyperschallgeschwindigkeit, beider beteiligten Flugkörper, deren Energie beim Aufprall in Schockwellen, Hitze und Kavitation umgewandelt wird.
Konventionelle Lenkwaffen haben einen Gefechtskopf, der beim direkten Einschlag oder bei Annäherung an das Ziel gezündet wird. Die Sprengwirkung und die dadurch erzeugten Splitter sollen dabei den gegnerischen Flugkörper zerstören.
Lenkwaffen nach dem Prinzip Hit-To-Kill hingegen weisen höchstens zur Absicherung beim knappen Verfehlen des Zieles einen zusätzlichen Gefechtskopf auf. Die eigentliche zerstörende Wirkung beruht ausschließlich auf der hohen kinetischen Energie, die beim Aufprall frei wird. Der Vorteil dieses Verfahrens ist eine sicherere Zerstörung des Zieles und dass die Abfangwaffe aufgrund des fehlenden Gefechtskopfes kleiner ausfallen kann. Allerdings sind die technologischen Herausforderungen zur Erzielung eines solchen direkten Treffers deutlich höher. Zur Ansteuerung des Zieles kommen Verfahren der Proportionalnavigation zum Einsatz. Ein INS versorgt die Steuerung mit Navigationsdaten. Das Ziel kann dabei entweder mit externen Hilfen (z. B. bodengebundenes Feuerleitradar bei Arrow 3), bordeigenen Suchern (z. B. IR- oder aktiven Radarsuchern) oder aus einer Kombination bestehen.